# Estrategeion

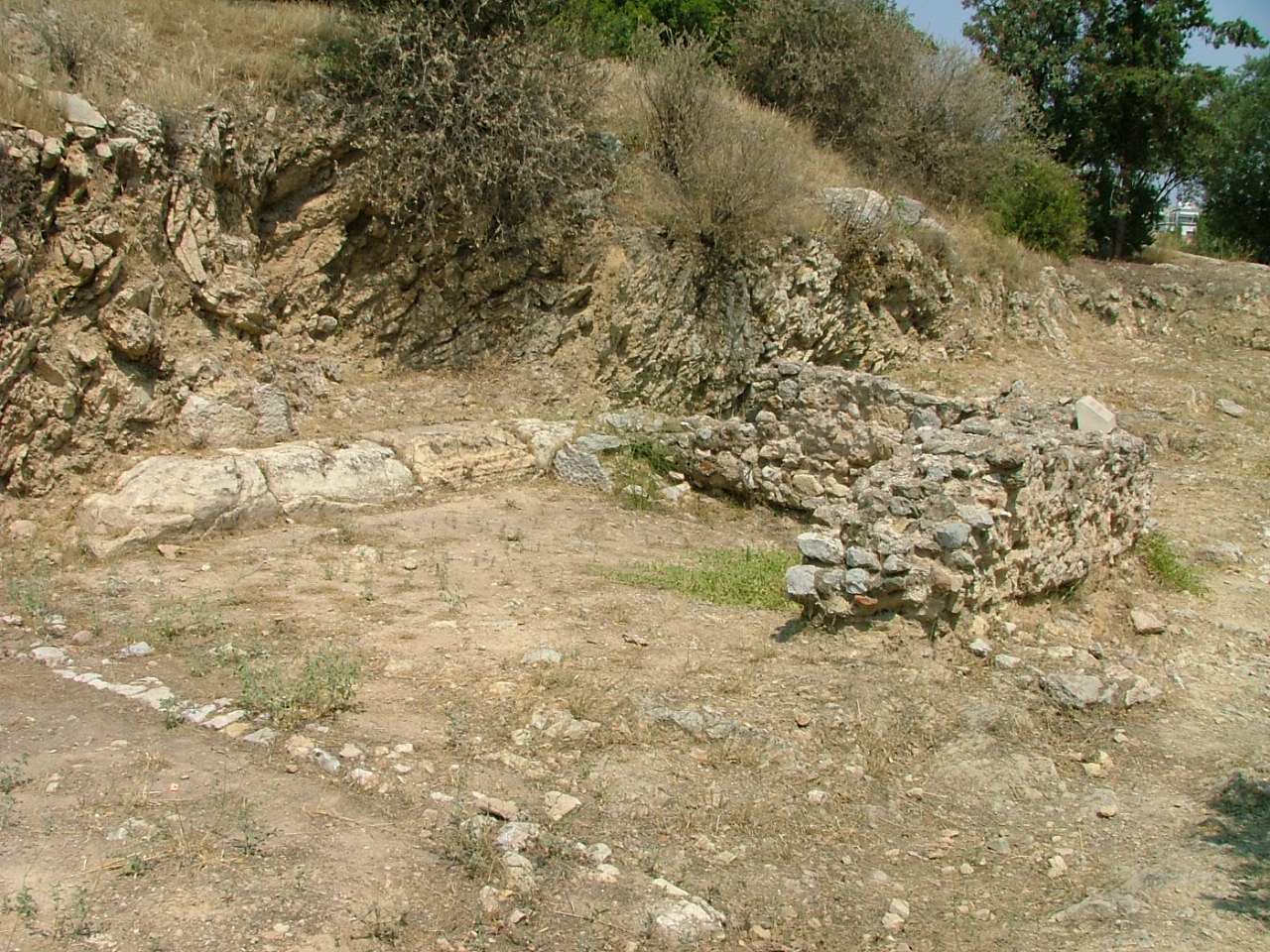
Ruinas del Estrategeion.

El Estrategeion (en griego antiguo: Στρατηγείον) es un edificio trapezoidal situado en el Ágora de Atenas. Sin pruebas concluyentes, se piensa que servía de lugar de reunión para los estrategos.

## Descripción
Varias inscripciones en honor de combatientes han sido halladas al suroeste del Ágora, lo que sugiere que el Estrategeion debía estar en las proximidades.
Aunque no existe total certidumbre, las ruinas de un edificio del siglo V a. C. precisamente en ese sitio pueden ser identificadas como las del Estrategeion. Era de piedra caliza y se construyó al sur de la colina Colono Agoraios
Fue construido encima de dos antiguas tumbas que datan de hace casi 2700 años, e indicaciones arqueológicas revelan la presencia de un culto heroico dedicado al héroe llamado Strategos, nombre que más tarde se usó como título para los generales atenienses. 
Los diez strategoi (figuras conocidas como Pericles, Arístides, Temístocles, Cleón, Alcibíades y Nicias), que eran elegidos para un mandato de un año, uno por cada tribu, discutían aquí y tomaban decisiones sobre materias de finanzas y de política interior y exterior.

## Excavaciones
La arqueóloga Laura Gawlinski se encargó de excavar justo al suroeste del Tholos, en un gran edificio de mediados del siglo IV a. C., que había sido identificado, aunque con dudas, como el Estrategion. Su conservación es mala, y sus dimensiones son de unos 20 x 25 metros. Tenía un patio central y siete u ocho habitaciones. Solo permanecen unos cuantos bloques cuadrados de poros de los muros exteriores, y de los interiores restos de escombros o tal vez de la mampostería poligonal. Ha sido restaurada la planta, que constaba de varias habitaciones agrupadas alrededor de un patio central.
Varios factores concurrieron para identificarlo como el Estrategeion, fundamentalmente la ubicación y el gran tamaño del edificio, junto con unas inscripciones relevantes (mencionadas supra) que se hallan en el entorno. Caben otras  interpretaciones, como la de que se trataba de un edificio comercial. 

Regresamos para clarificar el plano y también con la esperanza de encontrar evidencias que inclinarían la balanza en favor de cualquier uso público (inscripciones u objetos antiguos como señal) o uno comercial (piras). En las excavaciones del Ágora se han descubierto varias docenas de hoyos poco profundos, conteniendo entre tres y treinta y cinco vasijas cerámicas cada uno; normalmente acompañadas por signos de fuego y unos pocos huesos de animales o pájaros, las conocemos como «pyres».

Y continúa diciendo:

Presumiblemente representan algún ritual de culto privado sobre el que callan las fuentes literarias. De las aproximadamente 50 recuperadas, todas se han encontrado en casas o tiendas, ninguna en edificios públicos o santuarios, y su presencia (o ausencia) ayudaría entonces a entender la posible identificación del edificio.

En las primeras excavaciones originales solo se produjo el hallazgo de una pira en el Estrategeion. En 2005 no se han encontrado más, aunque las excavaciones no han concluido.